# Paleós Panteleímonas
Paleós Panteleímonas, en grec moderne : Παλαιός Παντελεήμονας, ou Panteleímonas (Παντελεήμονας), est un village du dème de Díon-Ólympos, de Macédoine-Centrale en Grèce.
Selon le recensement de 2011, la population du village s'élève à 11 habitants.